# Lästringe kyrka
Lästringe kyrka är en kyrkobyggnad i Lästringe i Strängnäs stift. Den är församlingskyrka i Tystbergabygdens församling. 

## Kyrkobyggnaden
Kyrkan ligger intill E4:ans motorväg mellan Vagnhärad och Nyköping. Kyrkan är ett av de bästa exemplen på de första stenkyrkornas planläggning och den har alltsedan medeltiden varit sockenkyrka i Lästringe socken. Kyrkans äldsta del är koret som uppfördes under slutet av 1100-talet. Koret kan ha byggts i anslutning till ett långhus av trä, men kan lika gärna ha varit ett självständigt kapell. Nuvarande långhus i sten tillbyggdes under 1300-talet och på 1500-talet försågs kyrkorummets innertak med tegelvalv. 1699 uppfördes en sakristia vid korets norra sida. Därefter har inga större ombyggnader ägt rum. Kyrkan saknar torn.
Intill kyrkan står en klockstapel från 1700-talet.

## Inventarier
- Dopfunten härstammar från 1100-talet.
- Altaruppsatsen är tillverkad av Andreas Heysing och skänktes till kyrkan 1699.
- I kyrkan finns två träskulpturer från 1300-talet, en biskop och en madonna som sannolikt är samtida med nuvarande långhus.

### Orgel
- 1842 bygger Per Zacharias Strand, Stockholm en orgel med 6 1/2 stämmor.
- Den nuvarande orgeln har 13 stämmor med 2 manualer och pedal och är byggd 1939 av E A Setterquist & Son, Örebro. Orgeln är pneumatisk och har två fria kombinationer. Fasaden från kyrkans tidigare orgel 1842.

| Huvudverk I   | Svällverk II        | Pedal      | Koppel    |
| Principal 8´  | Rörflöjt 8´         | Subbas 16´ | I/P       |
| Gedackt 8´    | Gemshorn 4´         | Flöjt 4´   | II/P      |
| Fugara 8´     | Blockflöjt 2´       |            | II/I      |
| Oktava 4´     | Sesquialtera 2 chor |            | I 4'/I    |
| Kvinta 2 2/3' | Krumhorn 8'         |            | II 16'/I  |
| Oktava 2'     | Crescendosvällare   |            | II 4'/I   |
|               |                     |            | II 16'/II |
|               |                     |            | II 4'/P   |

## Bilder

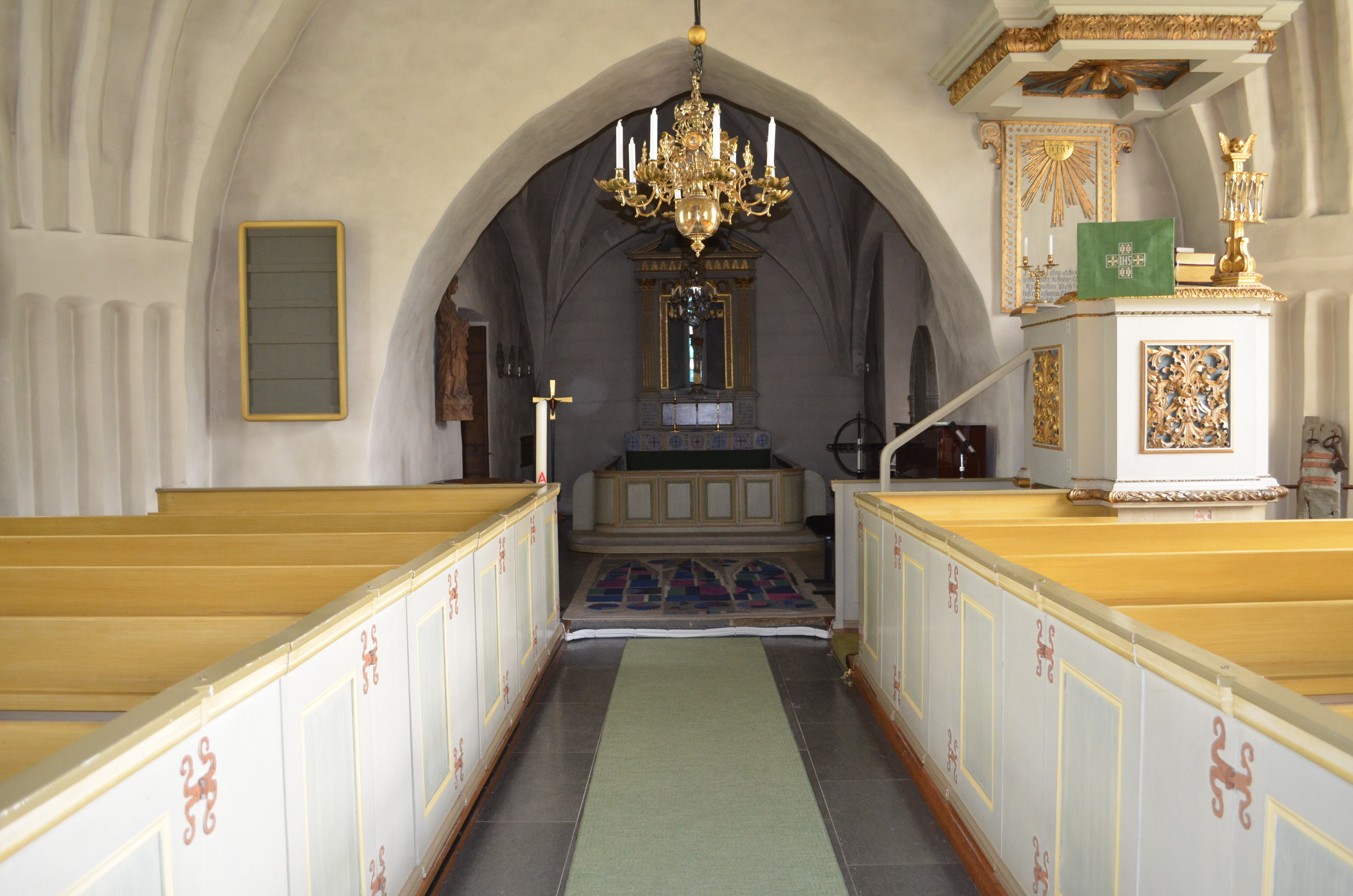
Interiör
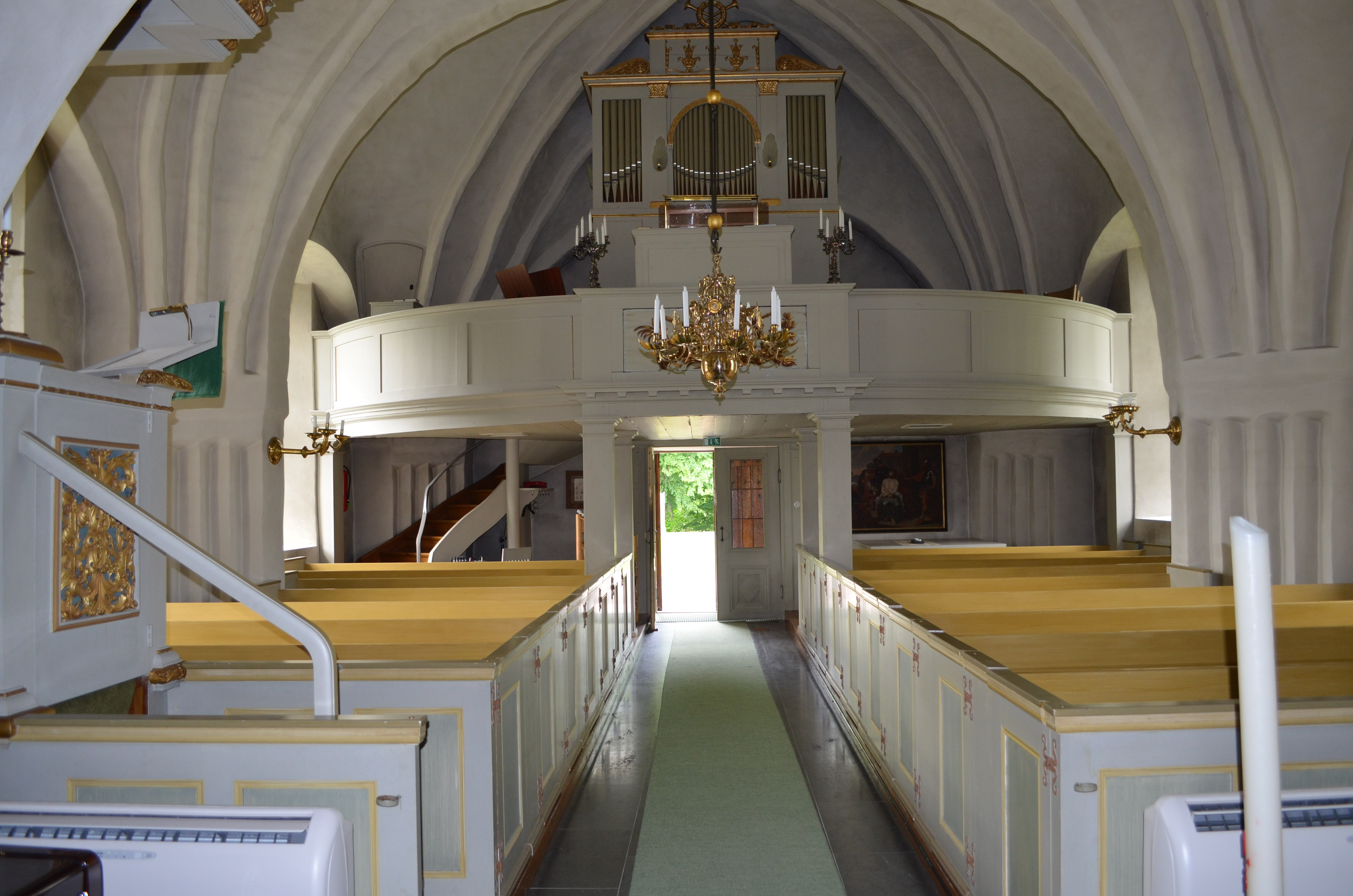
Orgelläktaren
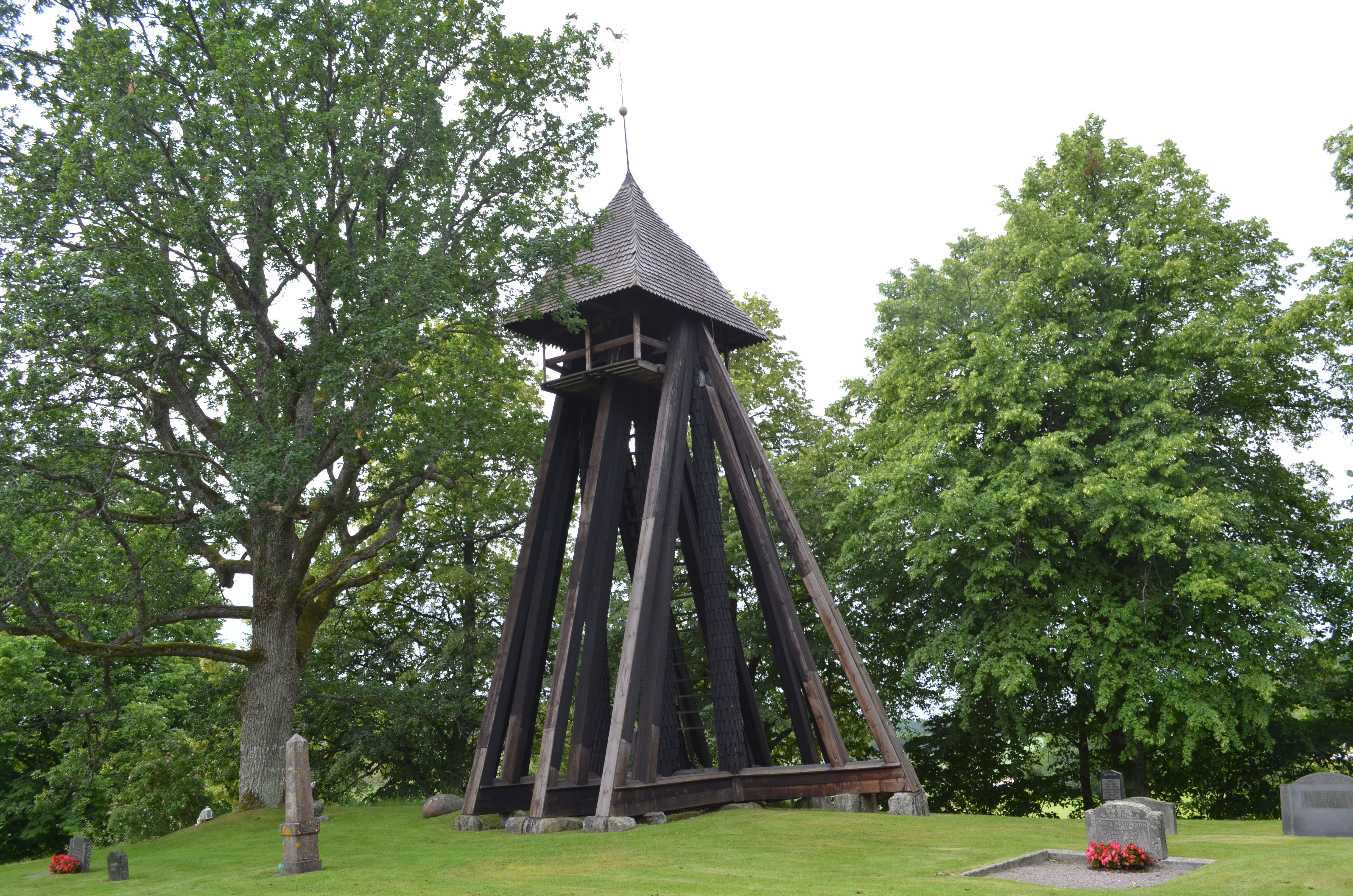
Lästringe kyrkas Klockstapel
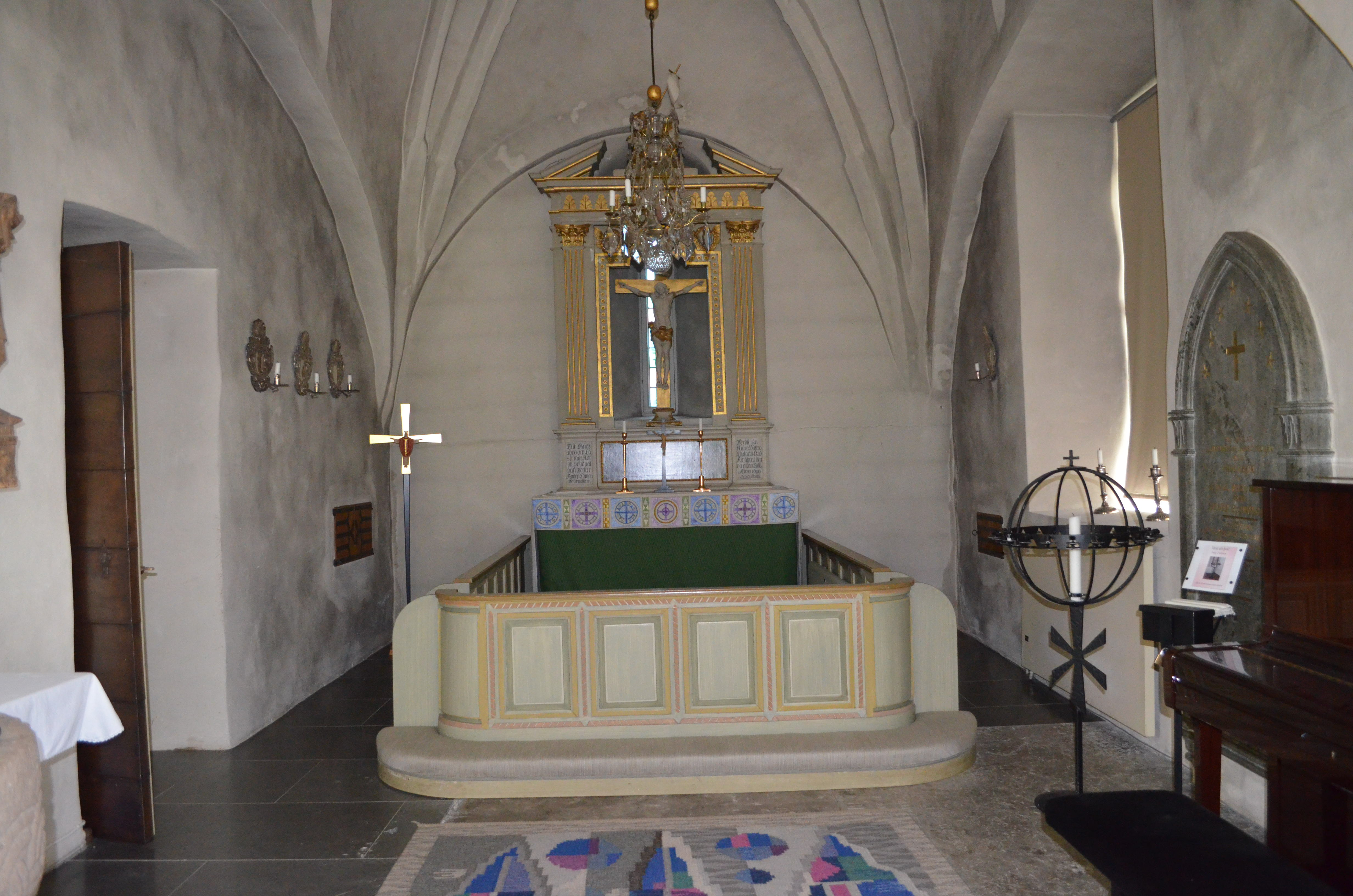
Lästringe kyrkas altare
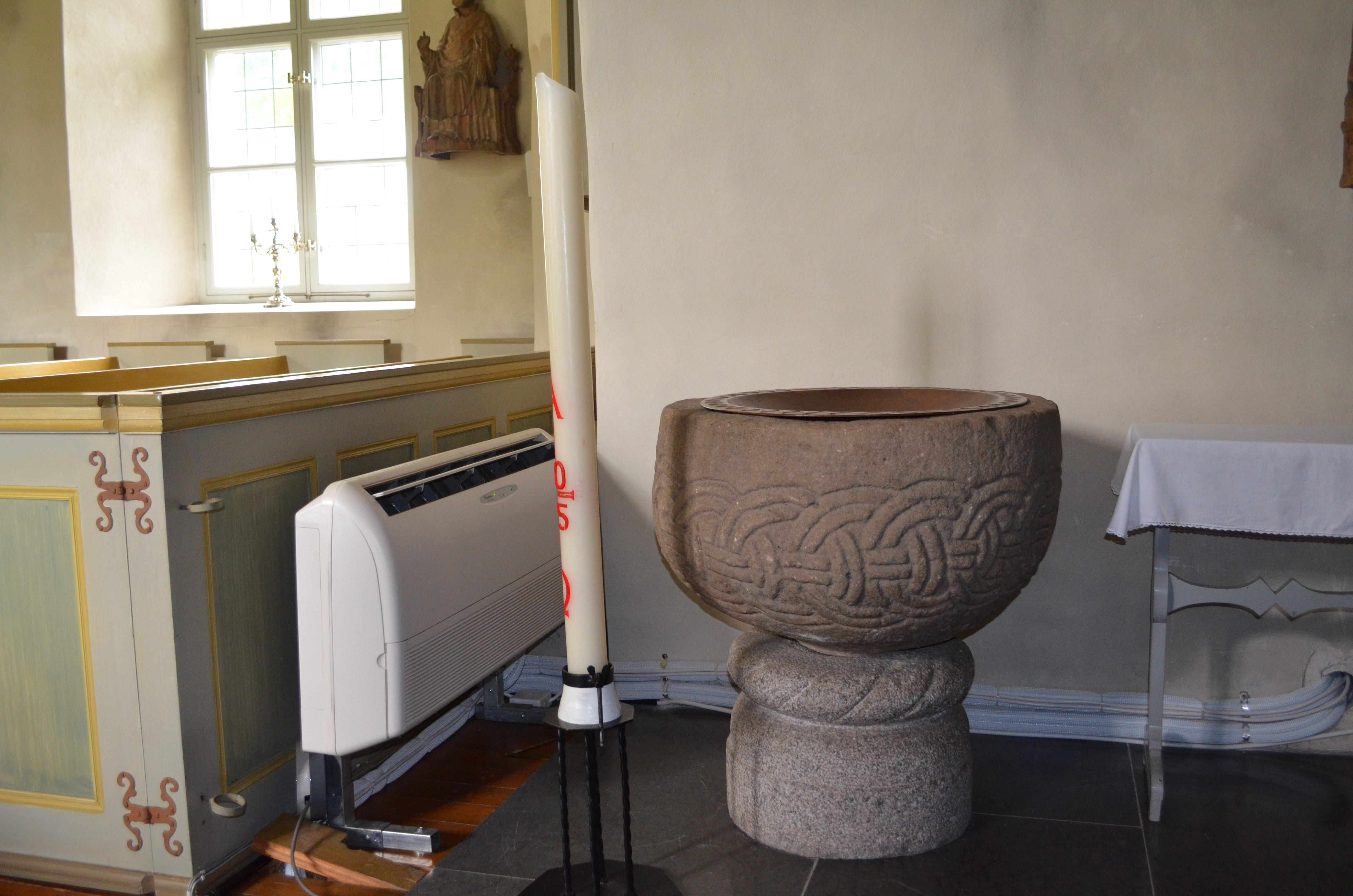
Lästringe kyrkas dopfunt
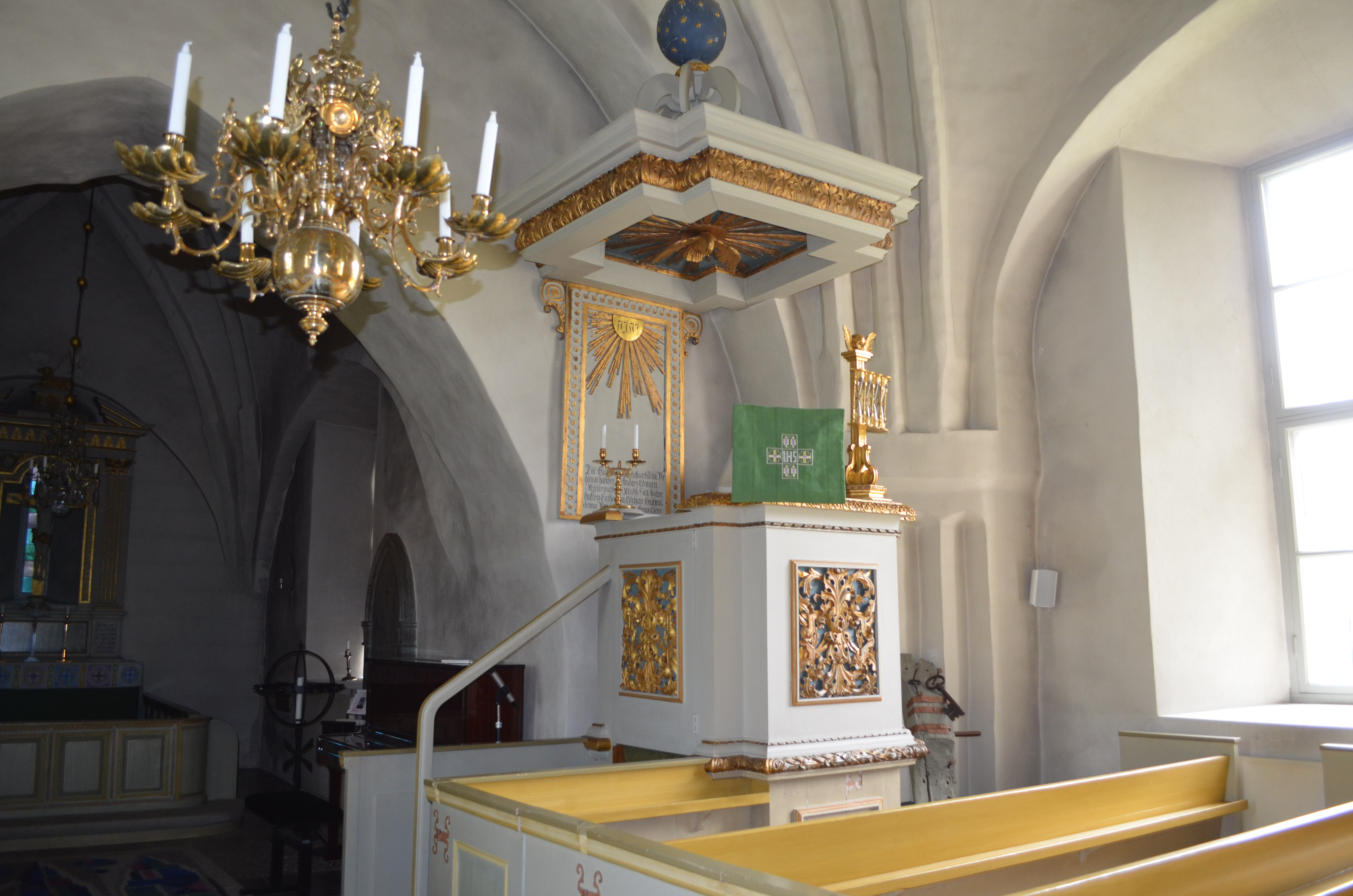
Lästringe kyrkas predikstol